# Jerónimo Méndez
Jerónimo Méndez Arancibia (Chañaral, 25 september 1887 - Santiago, 14 juni 1959) was een Chileens staatsman. Hij was van 25 november 1941 tot 2 april 1942 waarnemend president van Chili.
Hij was de zoon van Jerónimo Méndez en Clotilde Arancibia en volgde lager- en middelbaar onderwijs in zijn geboorteplaats Chañaral en studeerde daarna medicijnen aan de Universiteit van Chili in Santiago. Hij promoveerde in 1914 en was vervolgens werkzaam (huis)arts. In 1921 ging hij voor het ziekenhuis van Coquimbo werken. Van 1924 tot 1944 was hij directeur van dat ziekenhuis.
Méndez sloot zich in 1905 aan bij de Partido Radical (Radicale Partij) en was van 1932 tot 1935 burgemeester van Coquimbo. Daarnaast vervulde hij functies binnen de radicale partij en vertegenwoordigde die partij in de Senaat (1933-1941). President Pedro Aguirre Cerda benoemde hem in 1941 tot minister van Binnenlandse Zaken. Na het overlijden van president Aguirre op 25 november 1941 werd Méndez benoemd tot zijn tijdelijke opvolger met de titel van vicepresident (Vicepresidente). Hij bekleedde deze functie tot 2 april 1942 toen Juan Antonio Ríos werd ingezworen als president van de republiek. Deze laatste benoemde Méndez tot minister van Volksgezondheid, Welzijn en Bijstand (4 februari - 7 juni 1943).
Onder president Gabriel González Videla was Méndez plaatsvervangend minister van Binnenlandse Zaken (11 april - 8 mei 1950) en plaatsvervangend minister van Buitenlandse Zaken (11 april - 5 mei 1950).
Hij overleed op 14 juni 1959 in Santiago. Hij was getrouwd met Amelia Toyos Reales en had vijf kinderen.